# Niorma
Niorma is een geslacht van korstmossen behorend tot de familie Teloschistaceae. 

## Soorten
Volgens Index Fungorum telt het geslacht vijf soorten:
| Soortnaam          | Auteur(s)                                                         | Publicatiejaar |
| ------------------ | ----------------------------------------------------------------- | -------------- |
| Niorma arabica     | (Frödén) S.Y. Kondr., Kärnefelt, Elix, A. Thell, M.H. Jeong & Hur | 2013           |
| Niorma derelicta   | A. Massal.                                                        | 1861           |
| Niorma hosseusiana | (Gyeln.) S.Y. Kondr., Kärnefelt, Elix, A. Thell, M.H. Jeong & Hur | 2013           |
| Niorma hypoglauca  | (Nyl.) S.Y. Kondr., Kärnefelt, Elix, A. Thell, M.H. Jeong & Hur   | 2013           |
| Niorma sennii      | (Sambo) C.W. Dodge                                                | 1971           |